# Guennadi Búrbulis
Guennadi Eduárdovich Búrbulis (en ruso: Генна́дий Эдуа́рдович Бу́рбулис, 4 de agosto de 1945-19 de junio de 2022) fue un estadista y político soviético y ruso. Uno de los colaboradores más cercanos de Borís Yeltsin al principio de su presidencia. En 1991-1992, ocupó los cargos de Secretario de Estado y Primer Viceprimer Ministro de Rusia. Participó en la firma del Tratado de Belavezha por parte de la RSFSR. Fue diputado de la Duma Estatal en la primera y segunda convocatorias (1993-1999). Vicegobernador de la región de Nóvgorod (2000-2001), miembro del Consejo de la Federación por la región (2001-2007).

## Biografía

### Primeros años y educación
Nació el 4 de agosto de 1945 en Pervouralsk. Su madre se llamaba Valentina Vasílievna Belonogova, y su padre, Eduard Kazimírovich Búrbulis. El abuelo, Kazimir Antónovich Búrbulis, se había trasladado a los Urales desde Lituania en 1915.
En 1962, se graduó en el instituto y entró a trabajar como mecánico en la planta de Chrompik y luego en la planta de tubos nuevos de Pervouralsk.
Desde 1964, en servicio militar activo en las fuerzas de misiles. Después del ejército, trabajó como instalador de tuberías del Departamento de Mecanización del Fideicomiso de Vivienda de la Ciudad de Sverdlovsk.
En 1969 ingresó y en 1973 se licenció en la Facultad de Filosofía de la Universidad Estatal de los Urales.

### Inicios de carrera
Fue miembro del PCUS de 1971 a 1990.
Desde 1973, durante 10 años enseñó Materialismo dialéctico y filosofía marxista-leninista en el Universidad Estatal Técnica de los Urales, profesor asociado, doctor en Filosofía. En 1983-1989, fue jefe del Candidato de Ciencias, subdirector del trabajo científico y metodológico del Instituto de Desarrollo Profesional de Especialistas del Ministerio de Metalurgia no Ferrosa en Sverdlovsk.

### Perestroika[6]
Al comienzo de la perestroika, con la aprobación del comité municipal del PCUS, organizó en Sverdlovsk un club político, Tribuna de debate. Las reuniones del Tribuna se celebraron de mayo de 1987 a enero de 1989 y el 26 de septiembre de 1990. Burbulis era el presidente del consejo del Tribune. La Tribuna cooperó activamente con el Comité Regional de Sverdlovsk del PCUS. El Tribunal estaba estrechamente vinculado con la Sociedad Znanie (prestaba sus locales al Consejo del Tribunal), la Sociedad Panrusa para la Protección de los Monumentos de la Historia y la Cultura, la Sociedad Filosófica de toda la Unión y los sindicatos creativos. El Consejo del Tribunal (formado por representantes de la intelectualidad local, entre los que había muchos filósofos marxistas) se reunía semanalmente. El lugar de las reuniones fue elegido por el comité de la ciudad de Sverdlovsk del PCUS y estaba abierto a todos los que quisieran asistir. La primera reunión de la Tribuna se dedicó a la protección de los monumentos históricos y culturales de Sverdlovsk. El Tribune tenía diferentes relaciones con la dirección del partido. El comité de la ciudad del PCUS asignó un local para el Tribune. Sin embargo, en otoño de 1987, debido al discurso de B. N. Yeltsin en Pervomaisk el 21 de octubre de 1987, la Tribuna tuvo que abrirse. Sin embargo, en otoño de 1987, a causa del discurso de Borís Yeltsin en el Pleno del Comité Central del PCUS, en el que criticó a algunos dirigentes del Partido Comunista, la Tribuna recibió la orden de cancelar el debate sobre el 70.º aniversario de la Revolución de Octubre. De los problemas culturales de 1988, el Tribune pasó a los problemas políticos. En enero de 1988, se debatió el tema de la democratización y las elecciones.
En 1989, fue elegido diputado popular de la URSS. Poco después, el Tribunal dejó de existir durante más de un año y medio. En 1990, se intentó restaurar el Tribunal, pero solamente celebró una sesión, el 26 de septiembre de 1990, que fue la última.
De 1989 a 1990, fue Presidente del Subcomité del Sóviet Supremo de la Unión Soviética para el Trabajo de los Soviets de Diputados del Pueblo, el Desarrollo de la Administración y el Autogobierno.
Como uno de los iniciadores del Grupo Interregional de Diputados de la oposición, pronto conoció y entabló amistad con su compatriota Borís Yeltsin y se convirtió en miembro de su círculo íntimo. En mayo de 1990 abandonó el PCUS. De enero a julio de 1990, fue el representante Autorizado del Presidente del Soviet Supremo de la RSFS de Rusia - el jefe del grupo de trabajo del Consejo Superior de Asesoramiento y Coordinación. Durante las elecciones presidenciales de la RSFSR de 1991 fue el jefe de la sede electoral de Borís Yeltsin. También se le consideró como candidato al puesto de vicepresidente de Rusia, pero se dio preferencia a Aleksandr Rutskói.

### Secretario de Estado y Viceprimer Ministro
Del 19 de julio de 1991 al 6 de noviembre de 1991 - Secretario de Estado de la RSFSR - Secretario del Consejo de Estado del Presidente de la RSFSR. Del 6 de noviembre de 1991 al 8 de mayo de 1992 - Secretario de Estado de la RSFSR. Del 8 de mayo al 26 de noviembre de 1992 - Secretario de Estado del Presidente de la Federación Rusa.
Del 6 de noviembre de 1991 al 14 de abril de 1992, fue Vicepresidente Primero del Gobierno de la RSFSR. Desde el 6 de noviembre hasta el 11 de noviembre de 1991, dirigió la Oficina del Gobierno de la RSFSR (que se incorporó a la Administración Presidencial de la Federación Rusa). En 1990-1992, Burbulis desempeñó uno de los papeles clave en el desarrollo de la política del gobierno ruso y participó activamente en la lucha por el poder de aquella época con el gobierno de la URSS. Se cree que durante este periodo desempeñó el papel de un "cardenal gris" a las órdenes de Yeltsin, determinando muchas de las decisiones más importantes.
Burbulis fue uno de los principales actores en la preparación del Tratado de Belavezha, que formalizó la Disolución de la Unión Soviética, y lo firmó en nombre de Rusia junto con el presidente Borís Yeltsin.
Fue Burbulis quien convenció a Yeltsin de la urgencia y la viabilidad del programa de reformas propuesto por un grupo de científicos dirigido por Yegor Gaidar y recomendó que los jóvenes economistas de este grupo, más tarde conocidos como el "equipo Gaidar", fueran nombrados para ocupar puestos clave en el bloque económico, cosa que se hizo.
Sin embargo, su influencia sobre B.N. Yeltsin disminuyó. Tras la supresión del cargo de Secretario de Estado, fue el jefe del grupo de asesores presidenciales del 26 de noviembre al 14 de diciembre de 1992. Posteriormente, en febrero de 1993, puso en marcha y dirigió la organización pública Centro Humanitario y de Ciencias Políticas "Estrategia".

### Trabajo en el parlamento
En 1993-1995, fue miembro de la Duma Estatal, elegido en la lista federal del bloque Vybor Rossii. El 7 de abril de 1994, abandonó la facción de VR y no fue miembro de ningún otro grupo parlamentario.
De diciembre de 1995 a diciembre de 1999 fue diputado de la Duma Estatal, elegido por la circunscripción uninominal n.º 266 del distrito de Pervouralskiy (región de Sverdlovsk).
De noviembre de 1998 a enero de 1999 - Presidente del Consejo de Supervisión de JSC Novotrubny Zavod en Pervouralsk.
En julio de 2000, el gobernador de la región de Nóvgorod, Mijaíl Prusak, nombró a Burbulis vicegobernador para la interacción con las Cámaras de la Asamblea Federal.
El 2 de noviembre de 2001 fue nombrado miembro del Consejo de la Federación, representante de la administración de la región de Nóvgorod en el Consejo de la Federación de la Asamblea Federal de la Federación Rusa.
Desde el 30 de enero de 2002 - Presidente de la Comisión del Consejo de la Federación para la metodología de la aplicación de los poderes constitucionales del Consejo de la Federación. Miembro del Consejo de la Cámara, de la Comisión de Legislación Constitucional y de la Comisión de Reglamento y Organización de Actividades Parlamentarias.
A principios de septiembre de 2007, debido al nombramiento de S. G. Mitin como nuevo Gobernador del Consejo de la Federación. El nombramiento de G. Mitin como nuevo gobernador de la región de Nóvgorod le hizo dimitir. El 16 de noviembre de 2007, el Consejo de la Federación votó para relevar a Burbulis de sus funciones de senador. La decisión se tomó a propuesta del gobernador de la región de Nóvgorod, Sergey Mitin.
De noviembre de 2007 a agosto de 2010 fue asesor del Presidente del Consejo de la Federación, iniciador y primer jefe adjunto del Centro de Seguimiento de la Legislación y la Práctica de la Aplicación de la Ley (Centro de Seguimiento del Derecho) en el Consejo de la Federación de la Asamblea Federal de la Federación de Rusia, jefe del equipo de autores y editor científico del informe anual del Consejo de la Federación "Sobre el estado del derecho en la Federación de Rusia".

### Actividades científicas y pedagógicas
En agosto de 2009 fundó la Escuela de Ciencias Políticas Dignidad.
Desde 2010 es director del Departamento de Ciencias Políticas y Filosofía de la Universidad Internacional de Moscú.
De 2011 a 2014, fue vicerrector de la Universidad Internacional de Moscú para el Desarrollo Innovador.
En septiembre de 2017, en una entrevista con el canal de televisión ucraniano NewsOne, Burbulis calificó la política de Rusia hacia Ucrania como "una tragedia, una violación de las normas básicas tanto del derecho ruso como del internacional" y dijo que Crimea debería volver a Ucrania.

### Vida personal y fallecimiento
Estaba casado. Su esposa, Natalia Nikoláyevna Kirsanova, estudió con él en el mismo departamento de la universidad y enseñó filosofía en el Instituto de Ingeniería Forestal de los Urales. Tuvieron un hijo, Anton. Vivía en Moscú.
Falleció repentinamente en Bakú el 19 de junio de 2022, a los 76 años de edad, donde asistió al IX Foro Global de Bakú. El 23 de junio de 2022 fue enterrado en el cementerio Troyekúrovskoye, junto al antiguo portavoz del Comité de Investigación, Vladímir Markin. Aleksandr Shojin, presidente de la Unión Rusa de Industriales y Empresarios, el ex primer ministro ruso Serguéi Stepashin y el ex secretario de Estado de la Unión Pável Borodin asistieron a la ceremonia de despedida. En la ceremonia, su hijo confirmó que su padre había fallecido de una insuficiencia cardíaca aguda.